# شهرستان توله بی
تول بی (به قزاقی: Төле би ауданы، تولە بي اۋدانى) یک شهرستان در قزاقستان است که در استان ترکستان واقع شده‌است.

## وجه تسمیه
نام این شهرستان برای ارج نهادن به ادیب، سیاست‌مدار و قاضی زادهٔ سال ۱۶۶۳ میلادی در همین منطقه، «توله بی علی‌بک‌اولی» (به قزاقی: Төле би Әлібекұлы، تولە بي الىبەكۇلى) انتخاب شده است.

## خصوصیات
شهرستان توله بی ۱۳۲٬۰۷۳ نفر جمعیت دارد.